# Tarso Marques
Tarso Anibal Santanna Marques mais conhecido como Tarso Marques (Curitiba, 19 de janeiro de 1976) é um automobilista brasileiro que competiu na Fórmula 1 pela equipe Minardi além de passagens pela Fórmula Indy, Stock Car e outras categorias de turismo e endurance. Ele é o irmão do também piloto Thiago Marques e filho do ex-piloto Paulo de Tarso.
Tarso dedicou seu investimento e tempo fora das pistas a criar TMC (Tarso Marques Concept), marca que produz a customização de carros, motos e desenvolvimento de projetos tailor-made para vários outros segmentos, incluindo aviões, barcos e helicópteros. A TMC é campeã de vários eventos de customização mundo a fora, com destaque as motos futuristas.
Tarso já foi responsável pelo quadro Lata Velha do antigo programa de TV Caldeirão do Huck, em 2009 ele entrou para o time de apresentadores do programa Auto Esporte, ambos de exibição semanal pela TV Globo em rede nacional.

## Inicio de carreira
Após cinco anos correndo de kart em 1992, Tarso foi o piloto mais jovem a vencer uma corrida na F-Chevrolet Brasil, com apenas 16 anos, foram quatro vitórias em oito corridas e um pódio, com outras quatro voltas mais rápidas pela Action Power Racing, ele terminou o campeonato em terceiro na classificação geral.
Em 1993 ele competiu na Fórmula-3 Brasileira e na Fórmula-3 Sul-Americana onde teve uma vitória em casa, um pódio e uma pole position em doze corridas pela Amir Nasr Racing Team que utilizava os motores Mugen Honda em um Ralt RT34 pela divisão Sul-Americana.
Em 1994 ele disputou a Fórmula-3000 Internacional e teve uma volta mais rápida em sete corridas e pela equipe Vortex, a mesma com que ele disputou a Fórmula 3000 Birkin Cars TVR Invitational Race, em ambas competições o carro usado foi um Reynard 94D Cosworth.

## Fórmula-1
Em Dezembro de 1995, após vencer uma etapa da F-3000 com a renomada DAMS, em Portugal, no Circuito do Estoril, Tarso foi convidado por Giancarlo Minardi, dono da equipe Minardi a realizar um teste com apenas 17 anos de idade, antes mesmo de ter sua CNH para dirigir nas ruas Brasileiras, como o próprio relata. Onde ele realizou o recorde de um carro Minardi na pista de Mugello superando o já contratado Giancarlo Fisichella.

### 1996
Tarso estreou na Fórmula 1 em 1996, no Grande Prêmio do Brasil  a segunda etapa do Campeonato Mundial daquela temporada, e encerrou seu ano já na terceira corrida da temporada, o Grande Prêmio da Argentina, onde acabou sendo substituído pelo piloto Italiano Giancarlo Fisichella, que contava com o suporte e gerenciamento do então diretor responsável pela Minardi, Flavio Briatore, isso foi reflexo do volume comum de trocas de acento no meio das temporadas nos anos 90 e 2000, onde as equipes acabavam visando os lucros dos patrocínios levados a elas de forma individual e direta pelos pilotos.
As corridas foram realizadas com o Minardi M195B de motores Cosworth ED 3.0 e pneus Goodyear, que não completou a corrida.
Ainda em 1996, Tarso foi o responsável por testar os pneus da Bridgestone para as equipes que optaram por usar o composto, o carro usado foi repintado pela Bridgestone, mas originalmente era um Arrows-Hart FA17 de motores Footwork, que foi testado em Imola e Estoril.

### 1997
Em 1997, Tarso no seu segundo ano de Fórmula 1 assumiu o lugar do Italiano Jarno Trulli, e disputou as 10 últimas etapas da temporada a partir do GP da França, na sua segunda participação naquele ano em Silverstone, Marques teve a sua então melhor colocação na carreira, um 10º lugar. Já no GP da Áustria um fato curioso, Marques foi excluído da corrida por irregularidades em sua Minardi M197 de motores Hart 3.0 com pneus Bridgestone. A equipe encerrou o ano na 11ª posição no Campeonato dos Construtores.

### 1998, 1999 e 2000
Em 1998, 1999 e 2000 Marques não disputou corridas, após uma reformulação dos titulares e terceiros pilotos da Minardi, Tuero e Nakano alinharam em 1998, em 1999 as escolhas foram Badoer e Gené e em 2000 Gené e Mazzacane.

### 2001, 2002 e despedida da F-1
Em 2001, Tarso Marques retornou a Minardi e fez aquele que seria seu último ano disputando GP´s pela categoria, dividindo o posto de titular com o debutante Fernando Alonso, de então, apenas 19 anos. Tarso não esconde que Alonso foi o companheiro de equipe com que mais se deu bem durante os seus anos na F1. Tarso disputou da abertura em Melbourne até a 13ª corrida do calendário em Spa, terminando a frente de Alonso (considerando GP´s em que ambos finalizaram as corridas) em Interlagos onde travou uma longa briga por posição com seu companheiro de equipe e em Magny-Cours.
Em Silverstone naquele ano, Tarso ainda ficou de fora do grid de largada por não conseguir classificar sua Minardi dentro da regra dos 107% na qualificação devido a problemas no seu PS01. Tarso Marques em 2001 também bateu sua marca pessoal tanto de GP´s realizados em sequência na mesma temporada, 13, quanto sua marca de melhor colocação com a 9ª posição no GP do Brasil e novamente o 9º lugar no GP do Canadá.
Após o GP da Bélgica a Minardi substituiu o Brasileiro pelo Tcheco, Tomas Enge para as corridas em Monza e Indianápolis, e a equipe fecharia o ano com o Malaio, Alex Yoong em Suzuka, que seria mantido para a temporada 2002 com o patrocínio do governo Malaio.
Marques então retornou ao posto de terceiro piloto da equipe Italiana, mas durante o ano anunciou sua saída definitiva da Fórmula 1. Ele largou em 24 GP´s, todos pela Minardi e dentro do sistema de pontuação da época que abrangia apenas do 1º ao 6º colocado nas corridas, não chegou ter a oportunidade de pontuar.

## Fórmula Indy
Em 1999 enquanto levava o seu contrato de 5 anos com a Minardi assinado em 1996 em paralelo com sua não titularidade entre 1998 e 2000, Tarso recebeu o convite de Roger Penske para substituir o lesionado Al Unser Jr pela Team Penske na divisão da CART Champ Car em cinco etapas; Motegi, Long Beach, Rio, Gateway, Fontana e Cleveland a sua melhor colocação foi um 9ª lugar no Emerson Fittipaldi Speedway na etapa do Rio de Janeiro, a quinta da temporada.
Em 2000, 2004 e 2005 Marques pilotou esporadicamente para a Dale Coyne Racing, onde teve como melhores resultados um 10º lugar em Detroit, e em 7º em Fontana, marcando 11 pontos, participando de 17 das 20 corridas, ficando em 25º na classificação de pilotos de 2000.
Em 2004, com uma temporada onde a Champ Car já possuía menos etapas, Tarso correu apenas três das quatorze datas; Long Beach e Monterrey as duas corridas iniciais do ano, e o encerramento da temporada na Cidade do México, nas três etapas Marques foi o 18º colocado, foram 9 pontos com o 22º lugar no campeonato.
Em 2005, Marques competiu apenas em Cleveland, a 5ª etapa da temporada das 13 do ano, terminando em 11º na corrida e 24º no campeonato.

## Stock Car
Tarso retornou ao Brasil e estreou Stock Car pela equipe Terra-Avallone Motorsport, vencendo a etapa do Rio de Janeiro de 2006, ele competiu com um Mitsubishi Lancer e um Volkswagen Bora em sete corridas. Em 2007, venceu sua segunda corrida na categoria, na etapa de Campo Grande  com um Mitsubishi Lancer, foram dez corridas e 28 pontos somados.
Em 2008, Tarso correu pela Sky Racing, em um Peugeot 307 em doze corridas com 20 pontos somados. Tarso em 2009 competiu em seis etapas com um Chevrolet Vectra V8, pela Action Power.

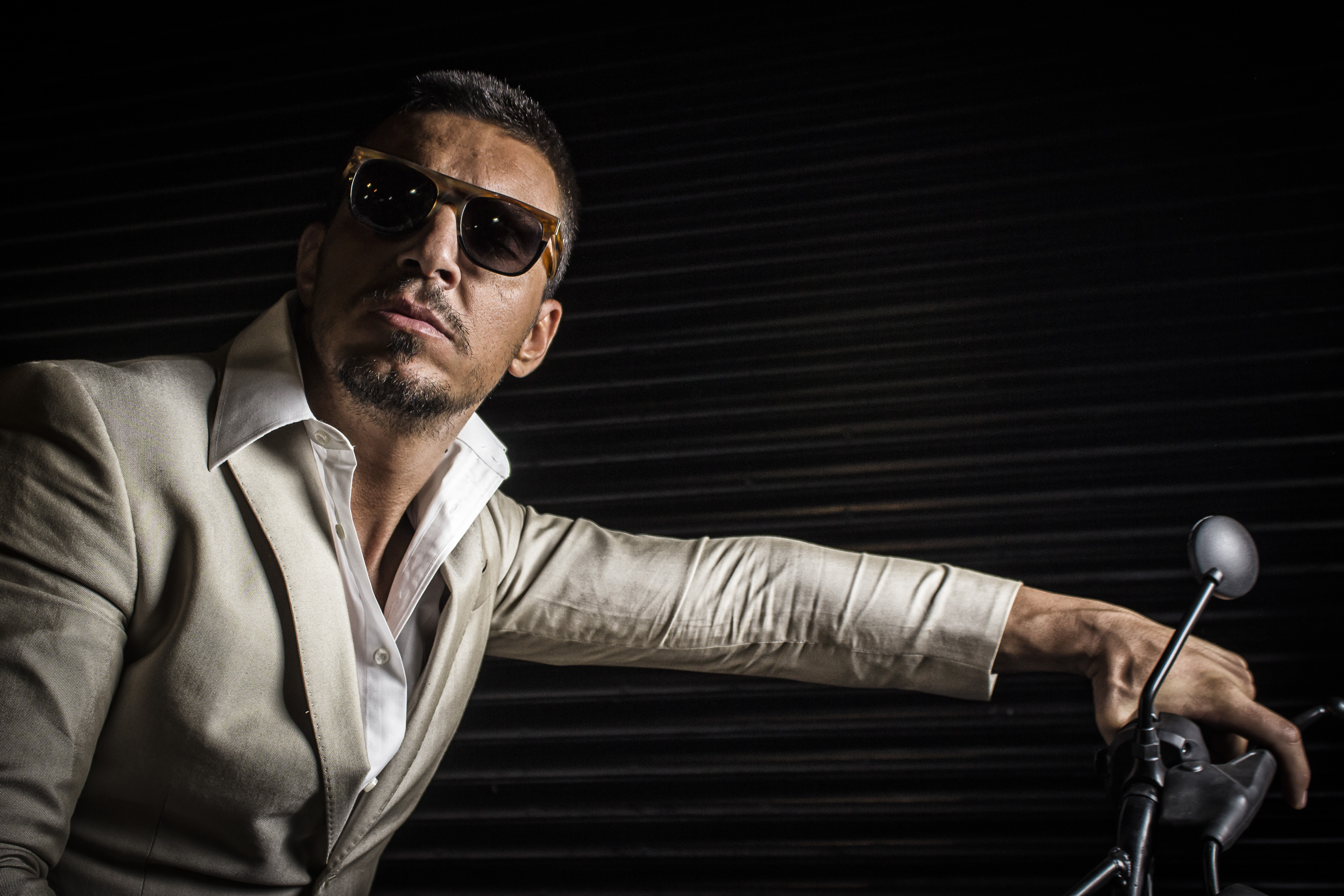
Tarso Marques, junto a um dos seus trabalhos

O ritmo diminuiu em 2010 e 2011, com um Vectra e Peugeot 408 respectivamente foram três e uma etapa, pela Gramacho Costa e Amir Nasr Racing. Ele retornou a categoria em 2018 em etapa única pela Scuderia Colón em um Chevrolet Cruze

## Outras categorias
Na Argentina, Tarso competiu pela TC 2000 em 2006, categoria que abrange mais montadoras e modelos que a própria Stock. Ele competiu pelas Mil Milhas Brasileiras de GTP1 com uma Ferrari 575 Maranello GTC também no mesmo ano
Em 2014 e 2015 ele competiu em etapa única pela FARA USA - Endurance Championship-MP-1A, sendo o vice-campeão na primeira oportunidade em Homestead
Em 2016 ele competiu em duas etapas da Boss GP Open, com uma vitória e uma segunda posição em Imola, marcando a pole e a volta mais rápida em ambas as etapas, dentro de uma Benetton B197 pela equipe VES Racing com Judd 4.0 de pneus Avon
Em 2019 ele fez o seu último ano ativo nas pistas, com uma etapa do Campeonato Gaúcho de Superturismo-GT com um Ford Focus GT. E quatro etapas do Império Endurance Brasil - P1 

## Televisão
Em 2015, Tarso Marques estreou no quadro "Lata Velha", do Caldeirão do Huck da TV Globo, customizando pela primeira vez, uma motocicleta de baixa cilindradas. O quadro passou a fazer parte da grade do programa com Tarso Marques sendo o responsável pelas transformações dos veículos. Em 2013, Tarso Marques passou a ser colaborador do programa Auto Esporte da TV Globo, nos assuntos relacionados a customização de veículos.
Em 2012, participou da primeira edição do reality show Amazônia, da Rede Record.

## Vida pessoal
Tarso Marques vive atualmente com Erica Redling e ocasionalmente aparece nas páginas de revistas exibindo seu estilo original na vida pessoal que acompanha as suas ideias empresariais da TMC-Tarso Marques Concept. Ele também tem seu próprio canal no Youtube e conta com mais de 80 mil inscritos

## Resultados na Stock Car
Corrida em negrito significa pole position; corrida em itálico significa volta mais rápida.
| Ano  | Equipe         | Carro             | 1       | 2       | 3       | 4       | 5       | 6      | 7      | 8       | 9       | 10      | 11     | 12      | Classificação | Pontos |
| ---- | -------------- | ----------------- | ------- | ------- | ------- | ------- | ------- | ------ | ------ | ------- | ------- | ------- | ------ | ------- | ------------- | ------ |
| 2006 | Terra Avallone | Mitsubishi Lancer | SAO     | CTB     | CGD     | SAO     | LON     | CTB    | SCZ    | BSB     | TAR Ret | ARG 11  | RIO 1  | SAO Ret | 20°           | 30     |
| 2007 | Terra Racing   | Mitsubishi Lancer | SAO Ret | CTB 28  | CGD 1   | SAO Ret | LON Ret | SCZ    | CTB    | BSB 21  | ARG     | TAR 19  | RIO 13 | SAO 21  | 24°           | 28     |
| 2008 | Sky Racing     | Peugeot 307       | SAO Ret | BSB Ret | CTB Ret | SCZ 10  | CGD Ret | SAO 29 | RIO 24 | LON Ret | CTB 11  | BSB Ret | TAR 23 | SAO 7   | 28°           | 20     |
| 2009 | Action Power   | Chevrolet Vectra  | SAO NP  | CTB NP  | BSB NP  | SCZ 24  | SAO NP  | SAL NC | RIO NP | CGR NP  | CTB 20  | BSB Ret | TAR NP | SAO 19  |               | 0      |

## Fórmula 1[1]
(legenda) 
| Ano  | Equipe              | Chassis       | Motor           | 1         | 2         | 3         | 4         | 5        | 6         | 7         | 8         | 9         | 10        | 11       | 12        | 13        | 14        | 15        | 16        | 17       | Pontos | Posição  |
| ---- | ------------------- | ------------- | --------------- | --------- | --------- | --------- | --------- | -------- | --------- | --------- | --------- | --------- | --------- | -------- | --------- | --------- | --------- | --------- | --------- | -------- | ------ | -------- |
| 1996 | Minardi Team        | Minardi M195B | Ford EDM2 V8    | AUS       | BRA Ret G | ARG Ret G | EUR       | SMR      | MON       | ESP       | CAN       | FRA       | GBR       | GER      | HUN       | BEL       | ITA       | POR       | JPN       |          | 0      | NC       |
| 1997 | Minardi Team        | Minardi M197  | Hart 830 AV7 V8 | AUS       | BRA       | ARG       | SMR       | MON      | ESP       | CAN       | FRA Ret B | GBR 10 B  | GER Ret B | HUN 12 B | BEL Ret B | ITA 14 B  | AUT EXC B | LUX Ret B | JPN Ret B | EUR 15 B | 0      | NC (25º) |
| 2001 | European Minardi F1 | Minardi PS01  | European V10    | AUS Ret M | MAL 14 M  | BRA 9 M   | SMR Ret M | ESP 16 M | AUT Ret M | MON Ret M | CAN 9 M   | EUR Ret M | FRA 15 M  | GBR NQ M | GER Ret M | HUN Ret M | BEL 13 M  | ITA       | USA       | JPN      | 0      | NC (22º) |